# Monk (stacja metra)
Monk – stacja metra w Montrealu, na linii zielonej. Obsługiwana przez Société de transport de Montréal (STM). Znajduje się w dzielnicy w Ville-Émard, w dzielnicy Le Sud-Ouest.